# Estação Santa Rosa (Metro de Barcelona)
Santa Rosa (Metro de Barcelona) é uma estação da linha Linha 9 do Metro de Barcelona. Entrou em funcionamento em 2011.

## Facilidades
- escada rolante;
- acesso à telefone celular.

## Localização
- Santa Coloma de Gramanet;  Espanha,  Catalunha.